# Virgin Steele
Virgin Steele són una banda de heavy metal que es va formar l'any 1981 a Nova York.
El seu líder, el cantant David Defeis, està clarament influenciat per la música clàssica i les bandes de rock dels anys setanta com Queen i Led Zeppelin. Segons ell, l'estil de Virgin Steele és quelcom que va "D'un xiuxiueig a un crit, barbàric, romàntic, explosiu, també subtil, grandiós i terrenal. Un lament, un crit, una invocació a la llibertat i la constant consciència que cada moment de la vida s'ha de viure plenament."

## Temes i influències
La gran majoria de cançons de Virgin Steele estan basades en temes mitològics sobre la cultura grega i judeocristiana, i també s'hi poden trobar l'esquema clàssic de cançó hard rock (noies, sexe, passar-ho bé, el Rock'n'Roll...).
Als seus inicis (més o menys fins al disc "Age of Consent", de 1987), les cançons solien parlar de temes més aviat "lleugers", però a mesura que ha passat el temps, els seus discs s'han començant a centrar en conceptes més elevats, sovint basats en literatura.
Les influències de Virgin Steele (i sobretot del seu cantant), tal com es citen al seu perfil de Myspace van de: Chopin, Verdi, Beethoven, Wagner, Debussy, a Queen, Led Zeppelin, Black Sabbath, T.Rex i fins i tot la cantant pop dels vuitanta Kate Bush.

## Biografia
El grup es va formar a principis dels anys vuitanta per Jack Starr, d'origen francès, al qual es va unir Joey Ayvazian. Van fer proves a aproximadament 40 vocalistes fins a trobar David Defeis, qui, després d'una increïble interpretació de "Child in time" de Deep Purple, va ser acceptat de seguida. Finalment, a ells tres se'ls va unir el baixista Joe O'Reilly.
El seu primer àlbum homònim va veure la llum l'any 1982, l'estil del qual estava a mig camí entre el Heavy Metal americà, el hard rock clàssic anglès i certs tocs de psicodèlia instrumental (aportada per Defeis, també pianista).Així doncs, el disc (i en si, tota la seva carrera musical) es debat entre la duresa del Heavy Metal i el gust per la melodia èpica i clàssica.
L'any següent, el disc "Guardians of The Flame" va veure la llum, contenint la cançó "A Cry in the Night" (un mig temps amb clara influència de Queen).
Després d'aquest disc, el guitarrista Jack Starr va abandonar el grup a conseqüència d'una discussió amb Defeis i va unir-se al posterior vocalista de Riot, Rhett Forrester (assassinat el 1994). Tot i que Starr intentà quedar-se amb el nom de Virgin Steele, però fou finalment Defeis (qui havia reclutat a Edward Pursino com a substitut de Starr) qui aconseguí el nom.
Aquesta nova alineació publicà el 1986 el disc "Noble Savage" (clara referència al concepte de l'il·lustrat francès Jean-Jacques Rousseau, que afirma que l'ésser humà salvatge és bo per naturalesa) i esdevingué una de les seves obres més reconegudes, tot i que no va donar-los l'impuls per a sortir de l'undeground, cosa que sempre els ha mantingut a un segon nivell respecte a bandes coetanies a ells, com Manowar, Savatage o fins i tot W.A.S.P.
Mentrestant, alguns membres de la banda es veien embarcats en un projecte de thrash metal anomenat Exorcist del qual queda un disc, amb un tema que posteriorment seria utilitzat en un disc de Virgin Steele.
Finalment, la banda arriba a Europa telonejant a Manowar, guanyant gran quantitat d'adeptes (sobretot a Alemanya). Justament quan tot semblava que anés millor, van sorgir problemes amb la distribució del seu disc "Age of Consent" el 1988, que va fer que no sortís a la venda fins uns anys després. Joe O'Reilly decidí marxar i s'esdevingué una aturada temporal, que li serví a Defeis per a acabar el seu graduat de piano i composició. Durant aquell temps va formar un grup anomenat "Smoke Stark Lightning" amb músics com Jack Starr i Bobby Rondinelli.
El 1993, amb Rob DeMartino com a nou baixista, el seu disc més hard rock (influència de Whitesnake) "Life Among the Ruins" va sortir a la venda, amb una marcada vena blues i temàtica basada en relacions sentimentals, que no agradà massa als seus fans acostumats a la vena èpica del grup.
Un anys després, va sortir "The Marriage of Heaven and Hell" (agafant el títol d'una obra del poeta romàntic anglès William Blake), un àlbum basat en temes mitològics, molt cuidat en tot allò relacionat amb l'harmo0nia i melodia dels temes. A aquest àlbum li succeí una segona part el 1995, cosa que començaria ser habitual en ells.
El 1998 va sortir Invictus, que posava punt final a la saga "Marriage...", que resultaria ser un dels seus àlbums més durs i més inclinats cap al Heavy Metal.
El 1999 va sortir la primera part de la saga "House of Atreus", una òpera metal basada en la tragèdia Orestíada, del grec Èsquil, molt més fosca i ambiental que les obres prèvies. L'any 2000 sortí la segona part, més melòdica que l'anterior.
Durant el període següent sortiren dos recopilatoris: El "Book of Burning" i el "Hymns to Victory", basat principalment en els seus àlbums a partir del "Noble Savage".
Al setembre del 2006, va sortir l'àlbum "Visions of Eden" després d'uns anys sense sortir cap àlbum. L'àlbum està bàsicament basat en mitologia cristiana sobre la creació de la Terra i el mite d'Adam i Eva i la figura de Lilith (la primera dona d'Adam, símbol de força i independència). És encara més fosc i ambiental que la saga "House of Atreus".
Tot i que el seu estil ha evolucionat d'una forma irregular, Virgin Steele, i concretament David Defeis, sempre han tingut una creativitat desbordant, cosa que poc sovint ha sigut compresa pels seguidors del Heavy metal.

## Membres actuals
- David Defeis - Veus, piano
- Edward Pursino - Guitarres i baix
- Frank Gilchriest - Bateria
- Josh Block - Baix

## Discografia
- Virgin Steele (1982)
- Guardians of The Flame (1983)
- Noble Savage (1985)
- Age Of Constent (1988)
- Life among Ruins (1993)
- The Marriage of Heaven and Hell Part I (1994)
- The Marriage of Heaven and Hell Part II (1995)
- Invictus (1998)
- The House of Atreus Act I (1999)
- The House of Atreus Act II (2000)
- Visions of Eden (2006)
- The Black Light Bacchanalia (2010)
- Nocturnes of Hellfire & Damnation (2015)